# Горила (филм из 1930)
Горила (енгл. The Gorilla) је амерички црно-бели комични хорор филм преткодовског Холивуда из 1930. године, редитеља Брајана Фоја, са Џоом Фриском, Харијем Грибоном, Волтером Пиџоном и Лилом Ли у главним улогама. Представља адаптацију истоимене представе из 1925. године, чији је аутор Ралф Спенс, као и звучни римејк истоименог филма који је објављен три године раније.
Филм је премијерно приказан 2. новембра 1930, у дистрибуцији продукцијске куће Ворнер брос. Данас се сматра изгубљеним.

## Радња
У билизини старе, мрачне виле се одиграва серија мистериозних убистава. Полиција сумња да је убиства починила горила. Када Сајрус Стивенс добије поруку да ће горила доћи у његову кућу пре поноћи, он унајмљује детективе Геритија и Малигана да га заштите.

## Улоге
| Глумац             | Улога          |
| ------------------ | -------------- |
| Џо Фриско          | Герити         |
| Хари Грибон        | Малиган        |
| Волтер Пиџон       | Артур Масден   |
| Лила Ли            | Алис Денби     |
| Пернел Прат        | странац        |
| Едвин Максвел      | Сајрус Стивенс |
| Роско Карнс        | Сајмонс        |
| Вилијам Х. Филбрик | Џеф            |
| Ландерс Стивенс    | инспектор      |
| Чарлс Гемора       | Горила         |